# ハートブレイク・ホテル
「ハートブレイク・ホテル」(Heartbreak Hotel)は、エルヴィス・プレスリーが1956年に発表したシングル。RCAレコードへの移籍第一弾シングルで、エルヴィスにとって初のビルボード・チャート1位獲得曲となった。後のビートルズなど、多くのミュージシャンに絶大な影響を与える曲となった。

## 制作の経緯
新聞記事に載っていた、自殺した人物の遺書「I walk a lonely street」を元に歌詞が作られたと言われる。作曲者のメイ・アクストンは「誰にでも気にかけてくれる人がいるものよ。このロンリーストリートにハートブレイク・ホテルを建てましょう」と言い、トミー・ダーデンと共に曲を書き上げたが、レコーディングでエルヴィスが加えた斬新なアレンジによって全く別の曲のようになったという。
1956年1月10日、エルヴィスはRCAレコード移籍後としては初のレコーディング・セッションを行い、この曲と「アイ・ガット・ア・ウーマン」「マネー・ハニー」を録音。スコティ・ムーア（ギター）、ビル・ブラック（ベース）といった以前からのサポート・メンバーに、ピアニストとドラマーも加えた編成で録音され、「ハートブレイク・ホテル」にはカントリー・ギタリストのチェット・アトキンスも参加している。1月11日には、シングルB面曲「アイ・ワズ・ザ・ワン」を録音。
当時の流行歌とは違い歌詞が暗く楽器も必要最低限で派手な要素が何もなかったと思われていたが、ヒットを確信したエルヴィスはこの曲をデビューシングルに選んだ。RCAのスティーヴ・ショールズはエルヴィスの選曲を信じるしかなく、サム・フィリップスもこの選曲には驚いていた。
RCAの音響スタッフはサン・レコードのような残響を出す方法を知らなかった。サン・レコードではディレイをかけていただけだったが、RCAはエコー・チェンバーでリバーブ録音し、サン・レコード時代とは似ても似つかない音になった。

## 大ヒット
1956年1月27日、シングルA面として発表。4日後にはRCAレコードからの第一弾アルバムとなる『エルヴィス・プレスリー登場!』のレコーディングも終了するが、この曲はアルバムには収録されなかった（1999年のリマスターCDで、ボーナス・トラックとして追加される）。RCA側は、「ハートブレイク・ホテル」がヒットする確率は低いと考えていたようだが、2月11日、プレスリーはトミー・ドーシーとジミー・ドーシーがホストを務めるテレビ番組『Stage Show』に出演してこの曲を演奏し、反響を呼ぶ。結果的には、「ビルボード」誌のチャートで7週間に渡って1位を獲得。同年の年間シングル・チャートでも1位となった。
ハートブレイクホテルの売り上げは200万枚を突破し初のゴールドレコードを獲得し、この大ヒットにRCAはレコードの生産に他の会社の工場を使うほどだった。
この曲でプレスリーは全米での人気を確立し、全米トップ10に36曲をランク・インさせるという記録の樹立（2008年にマドンナに抜かれるまでは歴代1位だった）につながっていく。
2004年に『ローリング・ストーン(Rolling Stone)』誌が選んだ「ローリング・ストーンの選ぶオールタイム・グレイテスト・ソング500」では45位となった（プレスリーの楽曲としては「ハウンド・ドッグ」に次ぐ）。また、2005年にイギリスの音楽雑誌「アンカット」が企画した「世界を変えた」曲、映画、テレビドラマを選ぶ特集では2位となった。

## ロックンロールの発生としての地位
ロックンロール自体は形としては以前にも存在していたが、世界的にロックというものに興味を生じさせ、影響を与えた曲として知られている。この曲によってデビューしたエルヴィスによって、本格的に若者文化としてのロックンロールが確立された。
U2のボノは次のように語っている。

## ビートルズへの影響
ローリング・ストーンズやレッド・ツェッペリンなど、多くのミュージシャンに影響を与えたが、特に代表的なのがビートルズの4人であろう。発売当時15歳だったジョン・レノンは、ラジオでこの初めて聴くタイプの音楽＝ロックンロールに衝撃を受け、次の日にレコード店へと走り、「ハートブレイク・ホテル」を購入、彼が初めて買ったレコードでもあった。後にジョンは、「あれ以降世界が変わってしまったんだ。エルヴィスは僕の人生を変えてしまった」「僕はエルヴィスを聴くまで、本当の意味で誰からも影響を受けたことはなかった。エルヴィスがいなかったらビートルズは誕生していなかっただろう」と語っている。

## ジャクソンズの同名曲問題
ジャクソンズが1980年に同名のシングルを発表したが、楽曲としては全くの無関係。ジャクソンズは後に同曲を「This Place Hotel」へと改名している。作者マイケル・ジャクソンは1988年の自叙伝で「このタイトルは自分で考え付いたものであり、この曲を書いたとき、僕は他のどのアーティストのことも考えなかった」とし、レコード会社が強制的に曲名を改名したことについて「エルヴィスは人種に関係なく音楽業界に重要なアーティストだが、影響を受けたわけではない」と結んだ。

## カヴァー
- 早くも1956年、当時の日本の代表的なC&Wバンド、小坂一也とワゴン・マスターズが日本語歌詞でカヴァーし、人気を博している[10]。
- アルバート・キングが1970年に発表したプレスリーのカヴァー集『Blues For Elvis』で、この曲も取り上げられた。
- レッド・ツェッペリンの1972年のツアーで、「胸いっぱいの愛を」のメドレーに組み込む形で演奏された。
- 1974年6月1日、ケヴィン・エアーズ/ジョン・ケイル/ニコ/ブライアン・イーノが出演したライブで、ジョン・ケイルを中心に演奏される。この時の演奏はライブ・アルバム『悪魔の申し子たち〜その歴史的集会より』としてレコード化された。ジョンによる同曲のカヴァーは、イギリスの新聞「デイリー・テレグラフ」の音楽評論家が2004年に選出した「ベスト・カヴァー・ソングTOP50」で37位に選ばれた[11]。
- スージー・クアトロがアルバム『Your Mama Won't Like Me』（1975年）で取り上げた。
- ウィリー・ネルソンとレオン・ラッセルの共演によるカヴァー・ヴァージョンが、1979年9月にビルボード誌のカントリー・チャートで1位を獲得[1]。
- ガンズ・アンド・ローゼズが、デビュー前のデモテープに収録。
- ドレッド・ツェッペリン（レッド・ツェッペリンの楽曲をレゲエのアレンジで演奏したパロディ・バンド）が、1990年のアルバム『Un-Led-Ed』に、レッド・ツェッペリンのカヴァー「ハートブレイカー」とのメドレーで収録。
- 1992年公開の映画『ハネムーン・イン・ベガス』（監督:アンドリュー・バーグマン）のサウンドトラックで、ビリー・ジョエルがこの曲と「恋にしびれて(All Shook Up)」をカヴァー。
- 1997年に、柳ジョージが発表したカヴァー・アルバム『Lovin' Cup』に収録されている[12]。
- 2006年公開のCGアニメ映画『ハッピー フィート』のキャラクター「メンフィス」（声優：ヒュー・ジャックマン）が、この曲を劇中で歌う。同作のサウンドトラック・アルバムには、ニコール・キッドマンが歌う「キッス」（プリンスのカヴァー）とのマッシュアップという形で収録。
- ダウン・タウン・ブギウギ・バンドの未発表音源集『蔵出し〜ダウン・タウン・ブギウギ・バンド・オフィシャル・ブートレッグ』（2007年）にもカヴァー収録。
- 布袋寅泰のカヴァー・アルバム「MODERN TIMES ROCK'N'ROLL」(2009年)にも収録。その後の自身のライブにて数回カヴァーしている。

## その他
- B面の「アイ・ワズ・ザ・ワン」には、かつて「ただひとりの男」という邦題がついていたが、歌詞の文脈からすれば誤訳[2]。